# Plaideur en personne
 (mars 2023).
Si vous disposez d'ouvrages ou d'articles de référence ou si vous connaissez des sites web de qualité traitant du thème abordé ici, merci de compléter l'article en donnant les références utiles à sa vérifiabilité et en les liant à la section « Notes et références ».
Dans les pays appliquant la common law, un plaideur en personne est une personne qui plaide pour sa cause.

## Description
Une telle personne, que ce soit un individu, une société ou une organisation, qui refuse d'être représentée en cour par un professionnel de la loi possède néanmoins un droit d'audience auprès de plusieurs cours. Les cours supérieures des pays (par exemple, la Cour suprême du Canada) refusent ce droit : une personne doit être représentée par un professionnel. 
Dans plusieurs pays anglo-saxons, la plaidoirie en personne est une pratique courante, car il n'existe pas de système de compensation pour les professionnels du droit et la partie qui perd ne reçoit aucune compensation financière.